# Zweedse Zeedienst
De Zweedse Zeedienst (Zweeds: Sjöfartsverket, Engels: Swedish Maritime Administration) is een Zweedse overheidsinstantie die diensten verleent aan de vervoersector door het openhouden en veilig houden van de vaarroutes op zee. De dienst wordt deels gefinancierd uit heffingen op de commerciële scheepvaart.
Belangrijke diensten van de Zeedienst zijn onder meer  loodsen, onderhoud aan zeeroutes, ijs-breken, hydrografie en maritieme zoek- en reddingsacties. Tot 1 januari 2009 was de dienst ook verantwoordelijk voor de maritieme veiligheidsinspecties. Zeeschepen op de Oostzee moeten aan bepaalde IJsklasse-eisen voldoen.

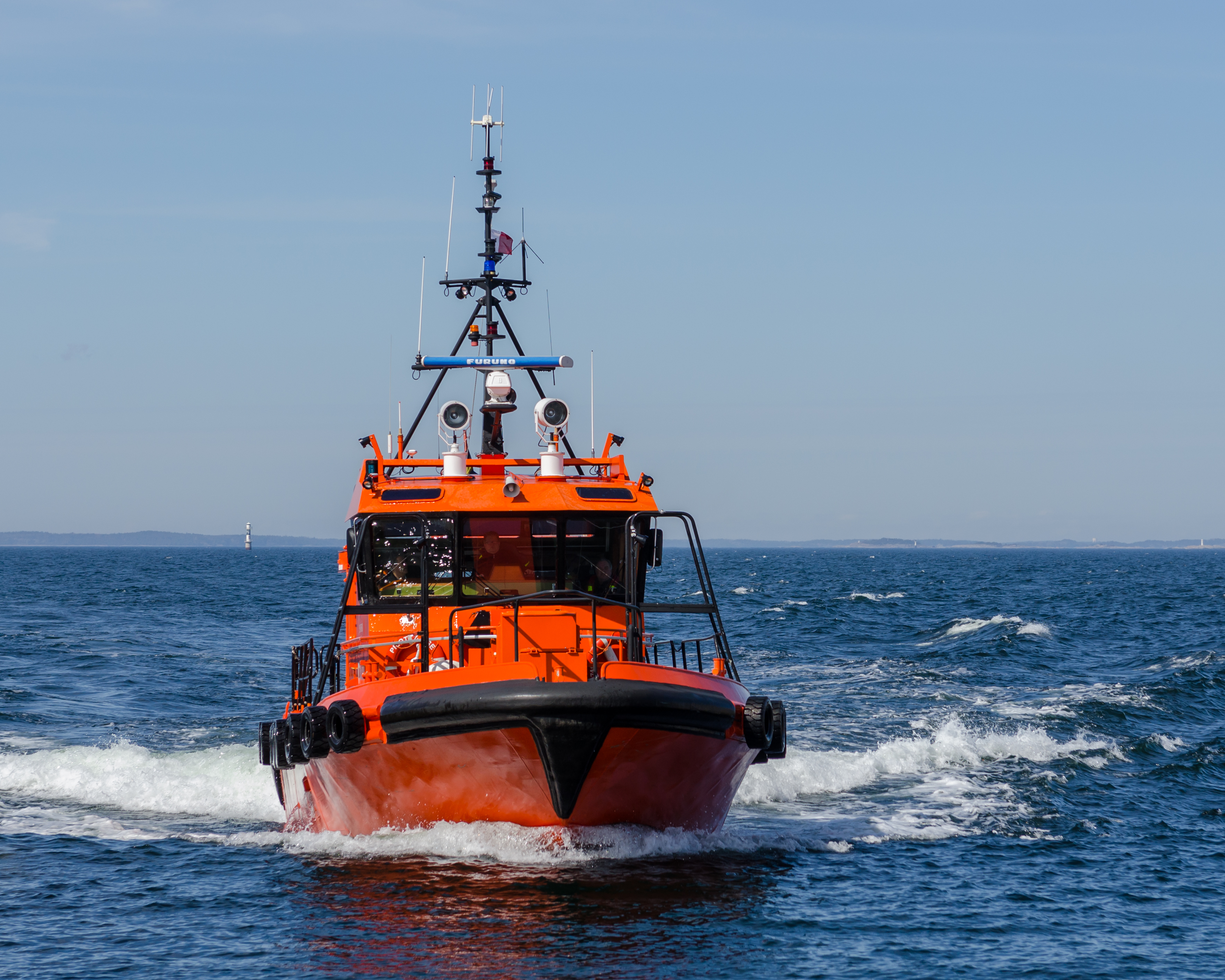
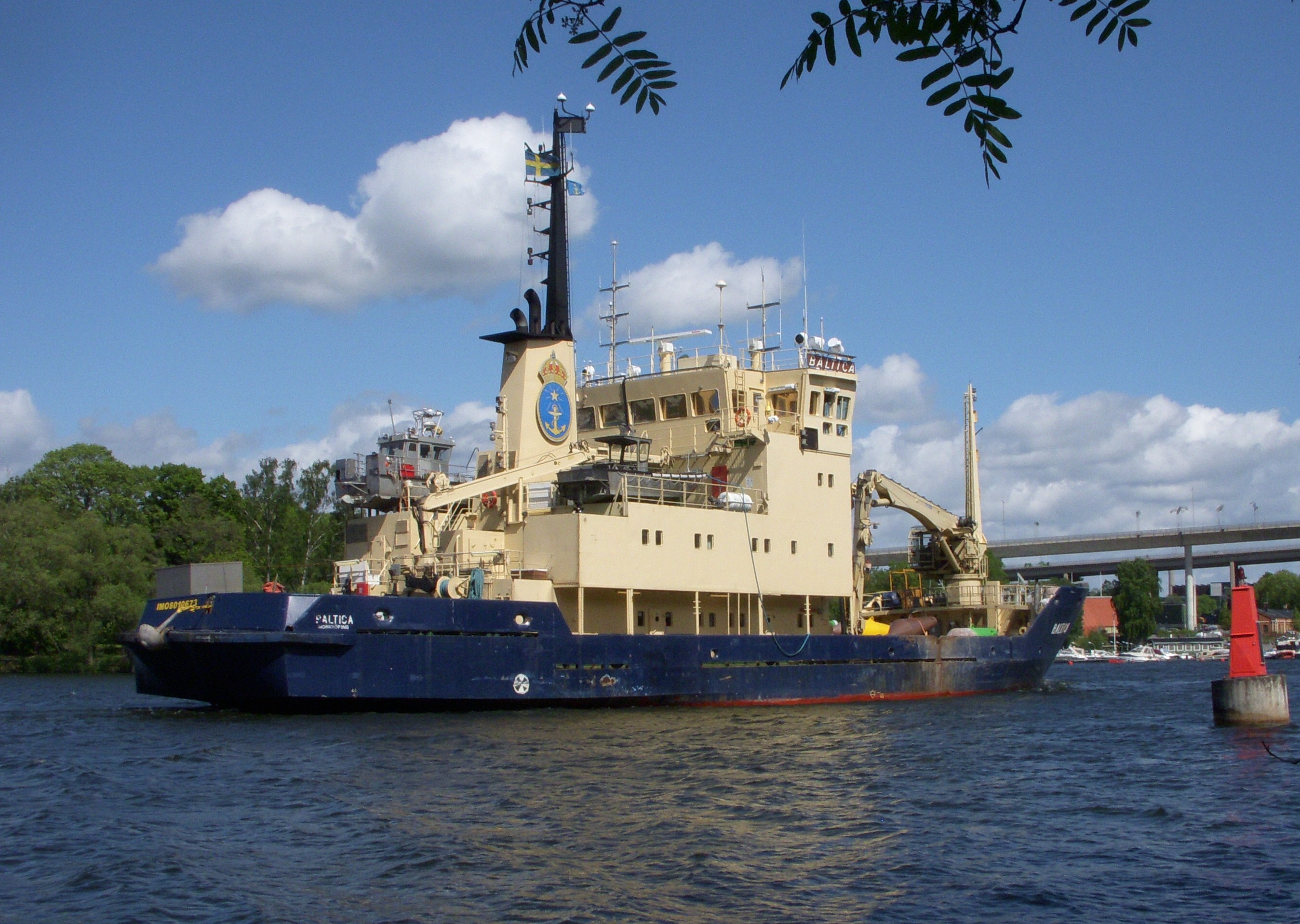
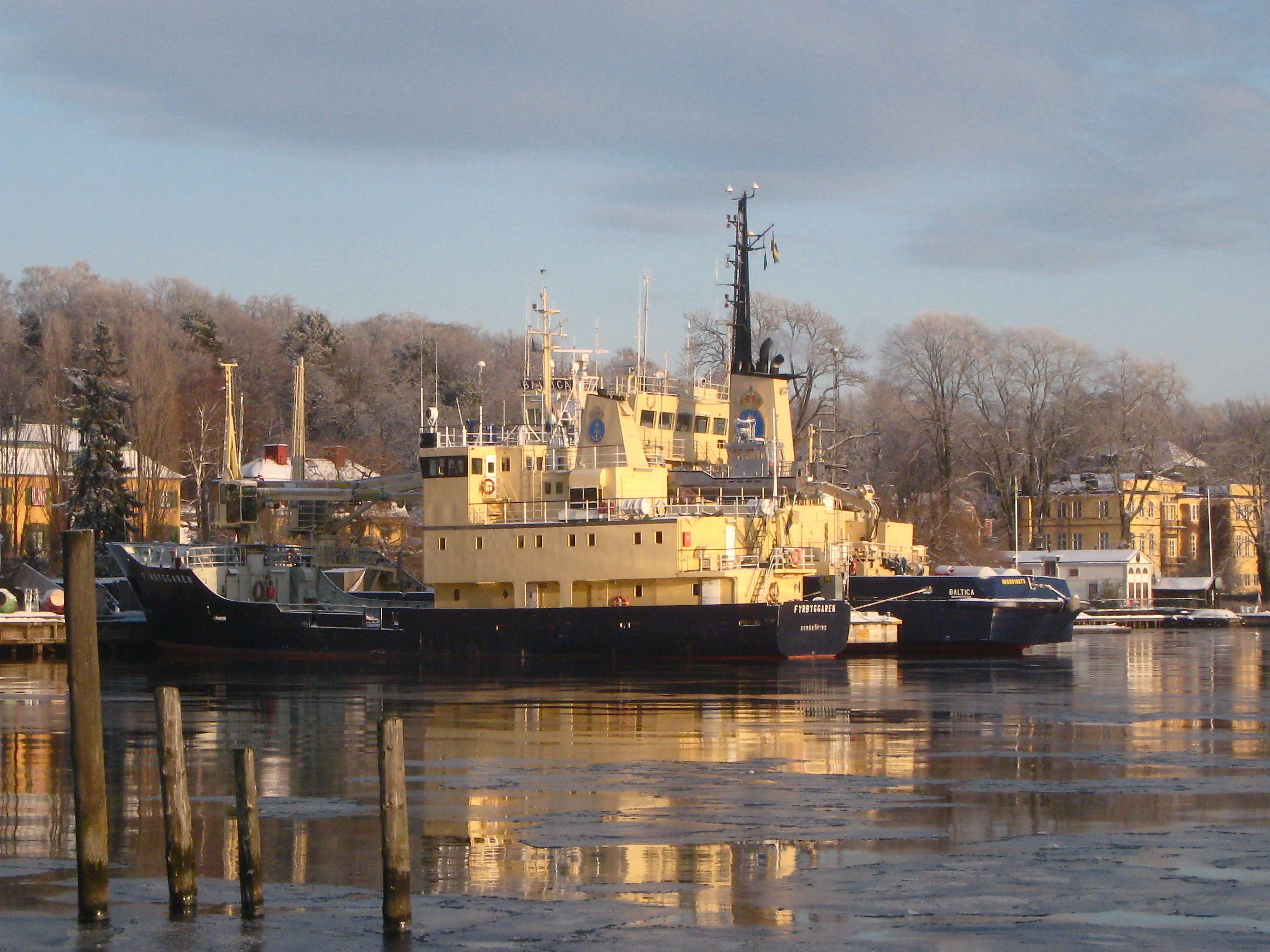
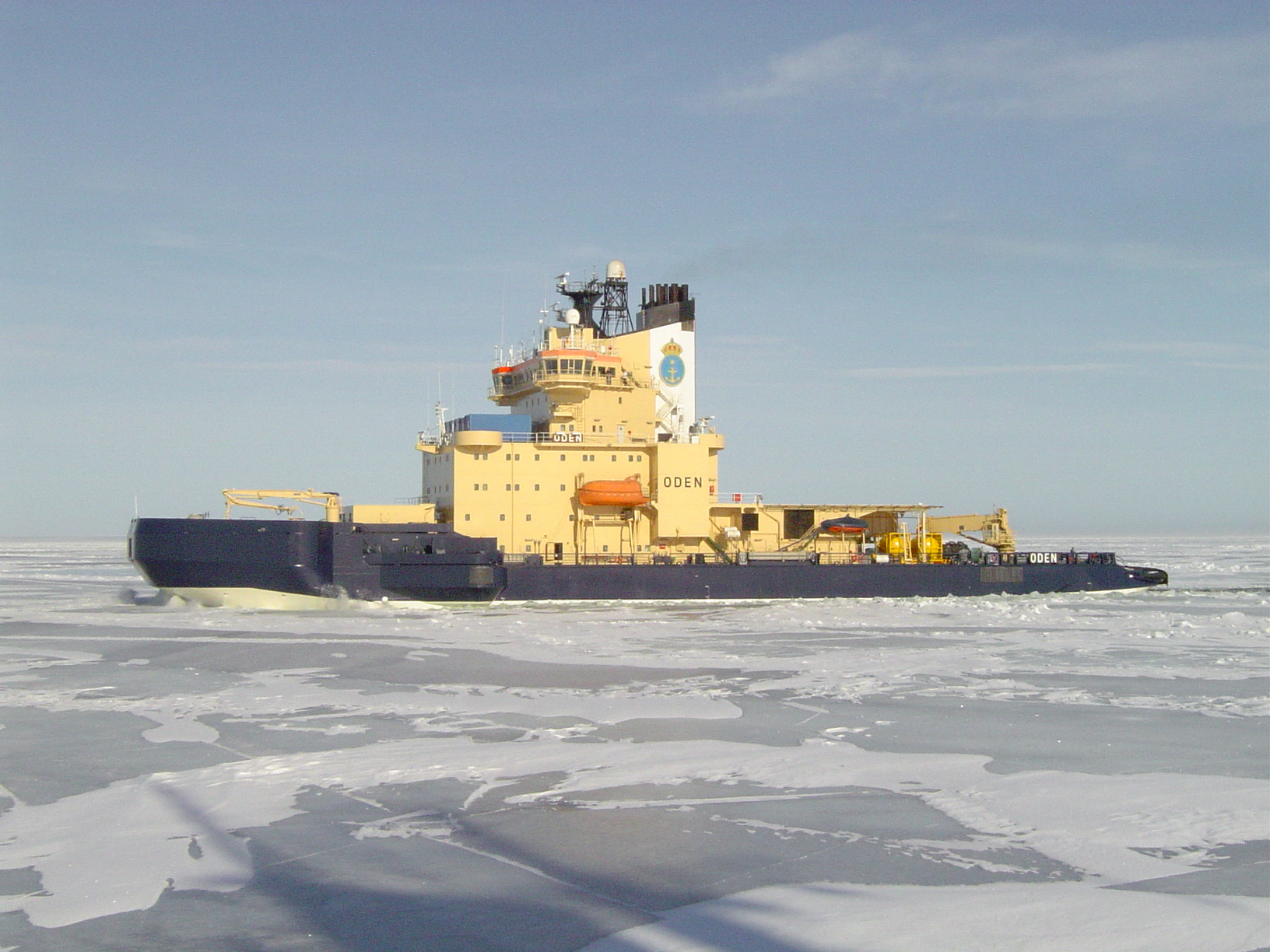
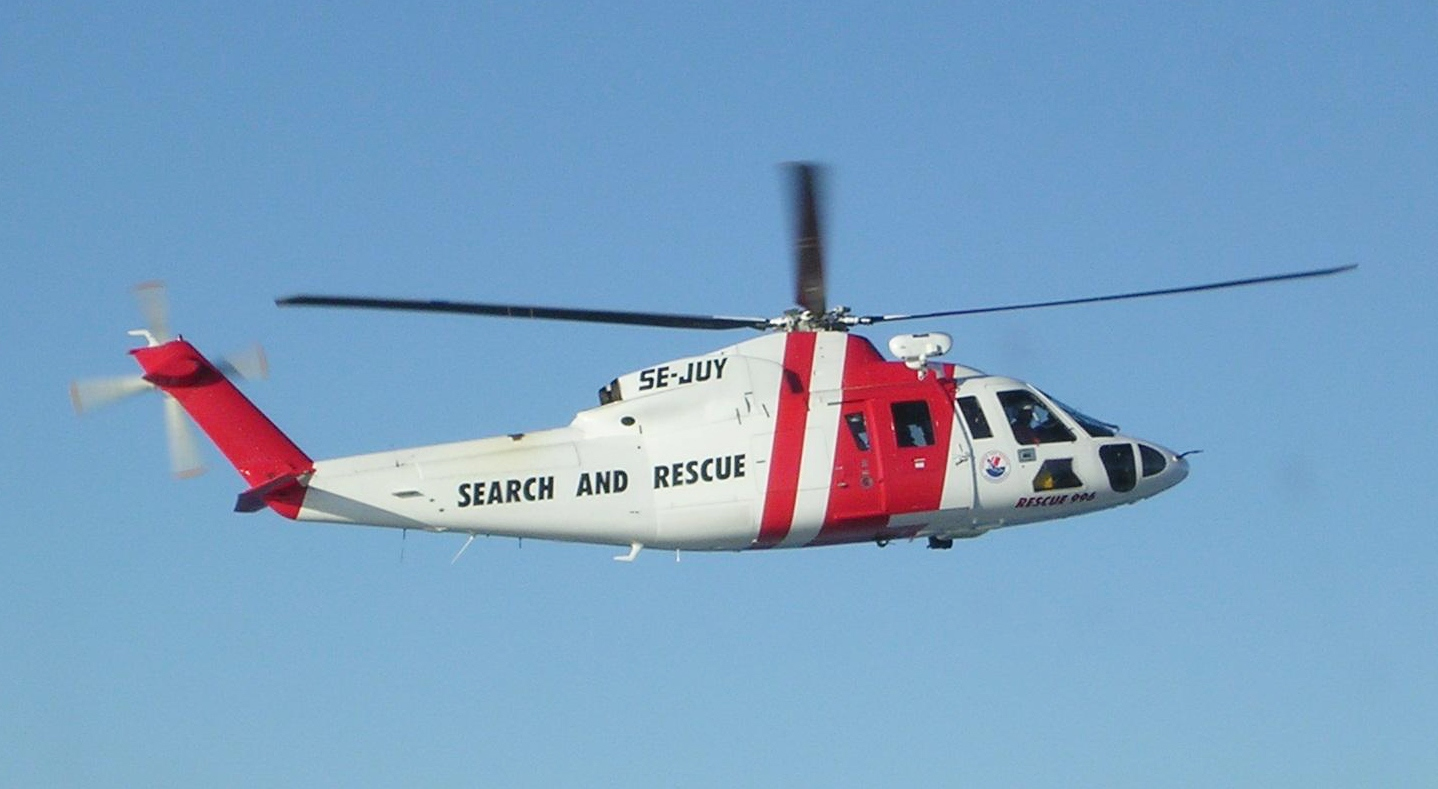